# سانت أمبروجيو تورين
سانت أمبروجيو دي تورينو (بيدمونت: Sant Ambreus) هي مدينة (بلدية) في مدينة تورينو الكبرى في منطقة بيدمونت الإيطالية، وتقع على بعد حوالي 25 كم غرب تورينو في وادي سوسا.

## وصلات خارجية
- الموقع الرسمي